# Jesús Daniel Hernández Casiano
Jesús Daniel Hernández Casiano (Cruz Grande, Florencio Villarreal, Guerrero, 1 de agosto de 2001) es un futbolista mexicano, se desempeña como extremo y su equipo es el Mazatlán FC de la Primera División de México.

## Trayectoria

### Club de Fútbol Pachuca
Debutó el día 24 de octubre de 2021 en el empate a un gol del Club de Fútbol Pachuca contra el Fútbol Club Juárez.
Anotó su primer gol en Primera División ante el club América el 4 de marzo del 2023 en el estadio Azteca, en dónde su equipo ganaría 3-0 marcando el segundo tanto.

## Estadísticas
Actualizado al último partido jugado el 2 de junio de 2024.
| Pachuca · México                    | 1.ª           | 2021-22       | 8  | 0 | ― | ― | ― | ― | 8  | 0 |
| Pachuca · México                    | 1.ª           | 2022-23       | 20 | 1 | ― | ― | ― | ― | 20 | 1 |
| Pachuca · México                    | 1.ª           | 2023-24       | 20 | 2 | 1 | 0 | 3 | 0 | 24 | 2 |
| Pachuca · México                    | Total club    | Total club    | 48 | 3 | 1 | 0 | 3 | 0 | 52 | 3 |
| C. León · México                    | 1.ª           | 2024-25       | 0  | 0 | ― | ― | ― | ― | 0  | 0 |
| C. León · México                    | Total club    | Total club    | 0  | 0 | 0 | 0 | 0 | 0 | 0  | 0 |
| Total carrera                       | Total carrera | Total carrera | 48 | 3 | 1 | 0 | 3 | 0 | 52 | 3 |
| (1)Incluye datos de la Copa México. |               |               |    |   |   |   |   |   |    |   |